# Terrier tibetà
El terrier tibetà és una raça de gos de mida mitjana que es va originar al Tibet. Malgrat el seu nom, no és membre del grup dels terriers. La raça va rebre el seu nom en anglès per viatgers europeus a causa de la seva semblança amb races de terriers conegudes. El nom tibetà de la raça, Tsang Apso, es tradueix aproximadament com a "gos pelut o barbut ("apso"), de la província de Tsang". Alguns relats de viatgers antics es refereixen al gos com a Dokhi Apso o Apso "d'aire lliure", que indica un gos de treball pelut o barbut que viu a l'aire lliure.

## Història i origen de la raça
El Terrier Tibetà és una raça de més de 2.000 anys d'antiguitat, originari de les altes muntanyes del Tibet.Els terrier tibetà es van acostumar de seguida a la vida nòmada, la seva robustesa els permetia suportar les extremes temperatures, abruptes terrenys i les dificultats d'aquest tipus de vida. Es van criar en els monestirs i pels nòmades, rebent un tracte respectuós per part dels monjos. Eren bons sentinelles, i es creia que portaven bona sort. Freqüentment es van lliurar com regal o per a agrair un servei prestat. Al Tibet se'ls coneix com a "petites persones". Va ser introduït oficialment a Occident en els anys 20 quan una tibetana regalà a la seva metgessa, la dra. Agnes Greig dos exemplars: Bunti i Rajah. El 1930 va ser reconegut el terrier tibetà pel Kennel Club of India (KCI) i un any més tard pel Kennel Club of England.

## Descripció
És un gos compacte, quadrat amb una lleugera lluna a l'esquena. La seva cua és de grandària mitjana i està inserida en la part superior, i s'enrosca sobre el llom. El cap és compacte però no gaire, s'estreny des de les orelles cap als ulls. Els ulls han de ser rodons i foscos, però no prominents ni de color negre.
Color
Els colors són molt variats, des del blanc, daurat, gris, negre, fins bicolor i tricolor. L'únic color que no està permès és el xocolata o fetge, aquest va sempre acompanyat d'una pigmentació marró de la tòfona.
Pelatge
El seu pèl és llarg però no ha d'arribar al sòl, pot ser llis o ondat però mai arribant a tirabuixó. Ha de tenir subpèl, aquest ha de ser llanós i fi. El pèl de cobertura és abundant però ni sedós ni llanós.
Alçada
La seva grandària és de 35 a 41 cm
Pes

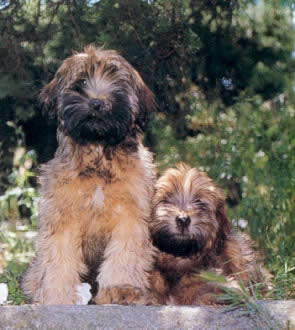
Cadells de terrier tibetà

El seu pes oscil·la al voltant de 10 kg.

## Salut
Un estudi del Regne Unit del 2024 va trobar una esperança de vida de 13,8 anys per a la raça en comparació amb una mitjana de 12,7 per a les races pures i 12 per a les races creuades.
Els Terriers tibetans poden ser portadors de la malaltia genètica lipofuscinosi neuronal ceroidea canina, anomenada malaltia de Batten en humans. El primer símptoma de la malaltia és la ceguesa nocturna. La ceguesa i els signes neurològics com l'epilèpsia, les anomalies motores, la demència i l'agressivitat inesperada poden aparèixer uns anys més tard. El gen responsable de la malaltia en els Terriers tibetans es va identificar el 2009 i ara hi ha una prova d'ADN. Un estudi alemany va mostrar que aproximadament un terç dels Terriers tibetans d'un club alemany de Terriers tibetans eren portadors, però gràcies a l'ús de proves d'ADN, juntament amb la prohibició de criar portadors junts, cap dels gossos es va veure afectat per la malaltia.

## Temperament
El Terrier Tibetà és intel·ligent, espontani, franc, alegre, molt afectuós amb el seu amo i fidel al màxim. És distant amb estranys, però ni agressiu, ni tímid.

## Entrenament
Té un temperament esportiu que el fa molt apte per a ésser entrenat.

## Utilitat
Gos de companyia i gos d'esport.